# Герман Подмошенски
Монах Герман (рођ. Глеб Дмитријевич Подмошенски; 27. март 1934, Рига — 30. јун 2014, Минеаполис, Минесота) — монах Српске православне цркве, раније игуман Руске православне заграничне цркве, заједно са Серафимом Роузом оснивач и први игуман манастира Светог Германа у Платинуму. Православни духовни писац, издавач, мисионар.

## Биографија
Након доласка комуниста на власт у Летонији, Глебов отац је ухапшен као власник продавнице канцеларијског материјала и протеран у Воркуту. Тек након пада совјетског режима сазнало се да је умро од глади у Воркути.
Око 1942. са мајком се преселио у Немачку, а потом у САД, где је живела његова бака Александра Федорова, бивша примабалерина Маријинског театра.
У Америци, после много страдања и жеље да нађе своје место у животу, стекао је веру у Бога.
Године 1962. завршио је Богословију Свете Тројице у Џорданвилу. Служио као чтец у православним црквама у САД.
Године 1963. са својим пријатељем Јуџином Роузом, по благослову архиепископа Јована (Максимовича), основао је Светогерманско православно братство у Сједињеним Државама, које се активно бавило мисионарском делатношћу.
Године 1962. насликао је икону Светог Германа Аљаског, који још није био званично канонизован.
У марту 1964, заједно са Серафимом Роузом, отворио је радњу „Православне књиге и иконе” у близини храма у Сан Франциску, која је постала центар за православно образовање. Од 1965. године, заједно са Јуџином, учествује у издавању часописа Светогерманског православног братства „Православна реч“.
После смрти архиепископа Јована (Максимовича) 1966. године, у име братства, заједно са Роузом, прикупљао је податке о чудима која су извршена на молитвено заступништво Светог Јована. Након тога, ове белешке саставиле су књигу „Хроника поштовања блаженог Јована“.
У лето 1967. Подмошенски и Роуз су купили плац неколико миља од градића Платине у северној Калифорнији, где је 1969. године основан манастир Братство Светог Германа (манастир је касније претворен у манастир).
14. (27.) октобра 1970. године примио је монашки постриг са именом Герман у част Германа Аљаског, који је исте године канонизован.
Године 1976. подигнут је у чин јеромонаха.
Године 1982. помиње се као игуман, ректор Испоснице Светог Германа у граду Платина (Калифорнија, САД). При манастиру је постојала црквена издавачка кућа. Братство пустиње служило је и двема другим заједницама: цркви у име иконе Пресвете Богородице „Помоћнице грешника“ у граду Редингу (Калифорнија, САД) и капели у име Курске коренске иконе. Пресвете Богородице у граду Вудборну (Орегон, САД).
Осамдесетих година 20. века учествовао је у оснивању манастира Нови Валаам на острву Спрус на Аљасци. Укупно је учествовао у стварању седам манастира широм Америке.
Смрћу јеромонаха Серафима (Роуза) почели су немири и невоље у Германовском манастиру. То је довело до тога да је одлуком Духовног суда западноамеричке епархије од 16. јуна 1988. године игуман Герман (Подмошенски) рашчињен због кршења низа канонских правила.
Не желећи да призна да се скине са чина, заједно са платинским монасима, напустио је Руску Заграничну Цркву и био примљен од Панкратија (Врионија) у јурисдикцију неканонске „Грчке Православне Мисионарске Архиепископије Америке“.
Године 1990. наставио је са издавањем часописа „Руски ходочасник“, који је излазио предреформским правописом, и постао његов главни уредник.
2000. године, због насталог скандала, поднео је оставку на дужност игумана манастира.
Схвативши ненормалност боравка у расколу, браћа светогерманске испоснице почела су да траже начин да реше свој статус. Дана 28. новембра 2000. године братија манастира је примљена у заједницу у Српску православну цркву. Владајући владика Јован (Младеновић) признао је законитим скидање чина бившег игумана Германа.
Живео је у пензији у манастиру Светог Серафима код Минеаполиса као прост монах; као тешко болестан, није прекинуо своју мисионарску службу, писао књиге, радио са материјалима из часописа „Руски ходочасник“
Последње године живота живео је у пензији недалеко од манастира Светог Германа. Боловао је од Паркинсонове болести и дијабетеса најмање десет година.
Преминуо је ујутро 30. јуна 2014. године у Минеаполису у Минесоти у доби од осамдесет година.